# Jeffrey L. Phinney
Pour les articles homonymes, voir Phinney.
Jeffrey L. Phinney (Jeff), né en 1957, est un astronome américain.

## Biographie
Jeff Phinney a commencé à travailler en 1985 à l'observatoire Palomar, en participant au deuxième relevé astronomique Palomar Observatory Sky Survey : au cours de ce projet il a découvert ou codécouvert des astéroïdes, comètes, et des supernovae.

## Découvertes
| Type d'objet | Dénomination              | Date de découverte | Codécouvreurs                | Sources |
| ------------ | ------------------------- | ------------------ | ---------------------------- | ------- |
| astéroïde    | (7236) 1987 PA            | 1er août 1987      | -                            | [ 2 ]   |
| comète       | C/1988 C1 (Maury-Phinney) | 15 février 1988    | Alain Maury                  | [ 3 ]   |
| supernova    | SN 1988G                  | 25 février 1988    | Jean Mueller                 | [ 4 ]   |
| supernova    | SN 1988N                  | 9 mai 1988         | Alain Maury - Ian Neill Reid | [ 5 ]   |
| astéroïde    | (5867) 1988 RE            | 11 septembre 1988  | -                            | [ 6 ]   |
| astéroïde    | (360191) 1988 TA          | 5 octobre 1988     | Jean Mueller                 | [ 7 ]   |
| astéroïde    | (168318) 1989 DA          | 27 février 1989    | -                            | [ 8 ]   |

## Reconnaissance
L'astéroïde (46793) Phinney a été nommé d'après lui.